# Basilotritus
Basilotritus — рід базальних базилозаврових китів, що жили пізнього середнього еоцену. Рештки знайдені на територіях України, Німеччини, Єгипту і США.